# Kurt Rinman (läkare)
Kurt Kristian Rinman, född 8 juli 1869 i Överlännäs församling, Västernorrlands län, död 22 januari 1911 i Stockholm, var en svensk läkare.
Rinman blev student vid Uppsala universitet 1888, medicine kandidat vid Karolinska institutet i Stockholm 1893, medicine licentiat där 1898. Han var amanuens vid Sabbatsbergs sjukhus i Stockholm 1899–1901 och vid Karolinska institutet där 1901–02, t.f. lasarettsläkare i Sala 1902, bataljonsläkare vid Skaraborgs regemente 1902–06, vid Södermanlands regemente 1906–09 och vid Svea ingenjörkår från 1909, överläkare vid Ramlösa hälsobrunn 1905, praktiserande läkare i Stockholm och läkare vid Norra polikliniken för kvinnosjukdomar från 1906. Han var även verksam som medicinsk författare.